# بیکول (تنسی)
بیکول (به انگلیسی: Bakewell) یک منطقهٔ مسکونی در ایالات متحده آمریکا است که در شهرستان همیلتون، تنسی واقع شده‌است. بیکول ۲۲۳٫۱۲ متر بالاتر از سطح دریا واقع شده‌است.